# Nagara (tambor)

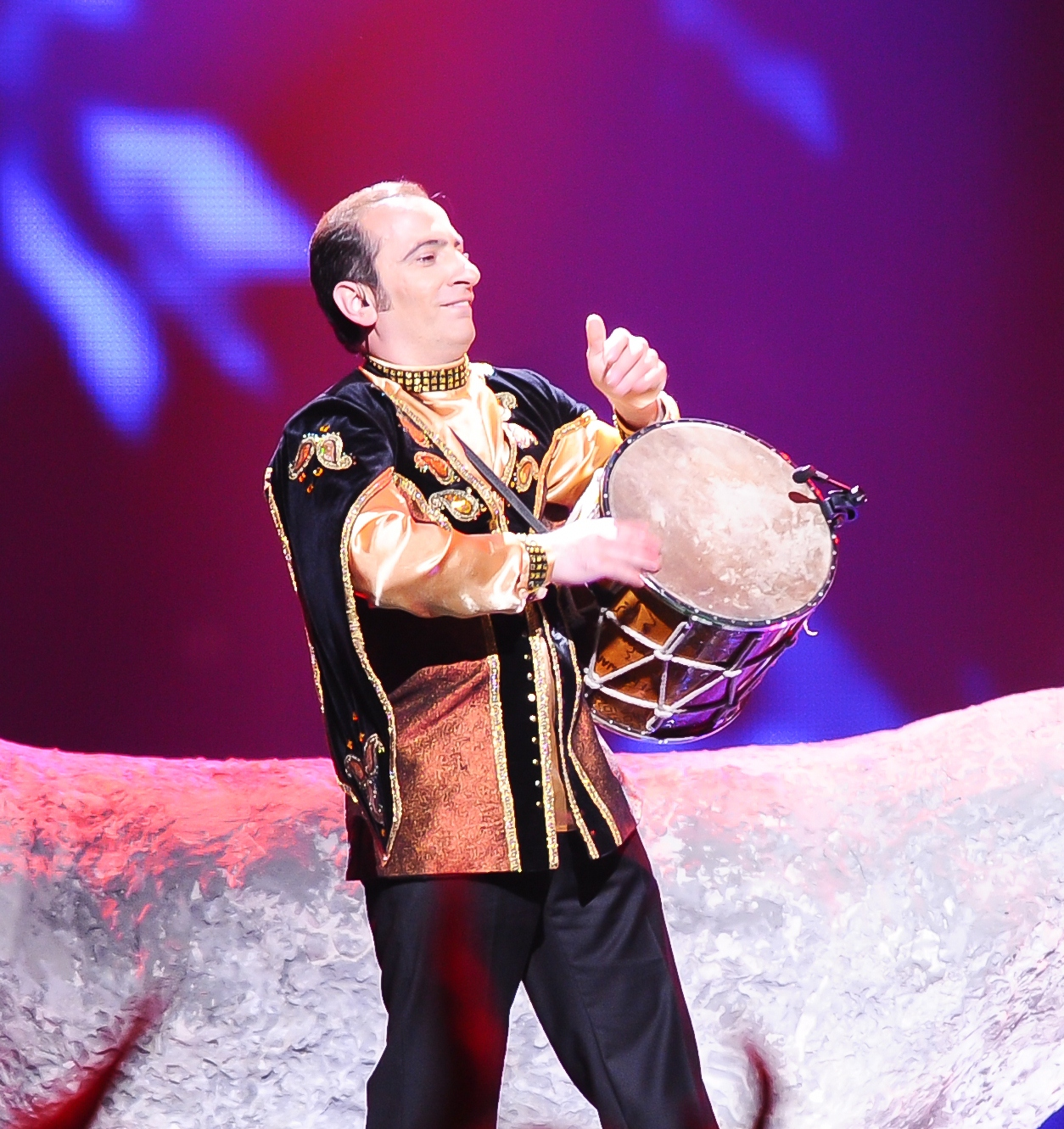
Percusionista de nagara cilíndrico

Un nagara (en azerí: nağara, en armenio: Դհոլ, en georgiano: დოლი) es un instrumento membranófono con doble parche que es tocado en una cara con las palmas de las manos y los dedos. Este tambor tradicional es usado en Azerbaiyán, Turquía, Armenia, Irán, Georgia y otras regiones del Cáucaso. Tiene diferentes nombres de acuerdo al territorio en que es ejecutado. Este membranófono es diferente al dhol y al nagara de la India.